# Sycobia
Sycobia är ett släkte av steklar. Sycobia ingår i familjen fikonsteklar.
Kladogram enligt Catalogue of Life:
| Sycobia | \| \| Sycobia bethyloides \| \| \| \| \| \| Sycobia mathewi \| \| \| \| |
|         | \| \| Sycobia bethyloides \| \| \| \| \| \| Sycobia mathewi \| \| \| \| |
|         | Sycobia bethyloides                                                     |
|         |                                                                         |
|         | Sycobia mathewi                                                         |
|         |                                                                         |